# Slasher (filme de 2007)
Slasher é um filme de terror produzido na Alemanha, dirigido por Frank W. Montag e lançado em 2007.